# Ускоритель заряженных частиц
Ускори́тель заря́женных части́ц — класс устройств для получения заряженных частиц (элементарных частиц, ионов) высоких энергий.  Самые крупные ускорители являются дорогостоящими комплексами, требующими международного сотрудничества. К примеру, Большой адронный коллайдер (БАК) в ЦЕРН, представляющий собой кольцо длиной почти в 27 километров, является результатом работы десятков тысяч учёных из более чем ста стран. БАК сделал возможным столкновения протонов с суммарной энергией 13 ТэВ в системе центра масс налетающих частиц, что является мировым рекордом.
Ускоренные частицы сравнительно низких энергий применяют для получения изображения на экране телевизора или электронного микроскопа, получения рентгеновских лучей (электронно-лучевые трубки), разрушения раковых клеток, уничтожения бактерий. При ускорении же заряженных частиц до энергий свыше 1 мегаэлектронвольт (МэВ) их используют для изучения структуры микрообъектов (например, атомных ядер) и природы фундаментальных сил. В ряде установок, называемых коллайдерами, для увеличения эффективности использования энергии частиц их пучки сталкиваются (встречные пучки). 
Работа ускорителя основана на взаимодействии заряженных частиц с электрическим и магнитным полями. Электрическое поле способно совершать работу над частицей, то есть увеличивать её энергию. Магнитное же поле, создавая силу Лоренца, только отклоняет частицу, не изменяя её энергии, и задаёт орбиту, по которой движутся частицы.
Конструктивно ускорители можно принципиально разделить на две большие группы. Это линейные ускорители, где пучок частиц однократно проходит ускоряющие промежутки, и циклические ускорители, в которых пучки движутся по замкнутым кривым (например, окружностям), проходя ускоряющие промежутки по многу раз. Можно также классифицировать ускорители по назначению: коллайдеры, источники нейтронов, бустеры, источники синхротронного излучения, установки для терапии рака, промышленные ускорители.

## Конструкции ускорителей

### Линейные ускорители

#### Высоковольтный ускоритель (ускоритель прямого действия)
Идеологически наиболее простой линейный ускоритель. Частицы ускоряются постоянным электрическим полем и движутся прямолинейно по вакуумной камере, вдоль которой расположены ускоряющие электроды. Ускорение заряженных частиц происходит электрическим полем, неизменным или слабо меняющимся в течение всего времени ускорения частиц. Важное преимущество высоковольтного ускорителя по сравнению с другими типами ускорителей — возможность получения малого разброса по энергии частиц, ускоряемых в постоянном во времени и однородном электрическом поле. Данный тип ускорителей характеризуется высоким КПД (до 95 %) и возможностью создания сравнительно простых установок большой мощности (500 кВт и выше), что весьма важно при использовании ускорителей в промышленных целях.
Высоковольтные ускорители можно разделить на четыре группы по типу генераторов, создающих высокое напряжение:
- Ускоритель Ван де Граафа. Ускоряющее напряжение создаётся генератором Ван де Граафа, основанном на механическом переносе зарядов диэлектрической лентой. В современных модификациях (пеллетронах) лента заменена цепью. Максимальные электрические напряжения ~20 МВ определяют максимальную энергию частиц ~20 МэВ.
- Каскадный ускоритель. Ускоряющее напряжение создаётся каскадным генератором (например, генератором Кокрофта-Уолтона, который создаёт постоянное ускоряющее высокое напряжение ~5 МВ, преобразуя низкое переменное напряжение по схеме диодного умножителя.)
- Трансформаторный ускоритель. Высокое переменное напряжение создаёт высоковольтный трансформатор, а пучок проходит в нужной фазе вблизи максимума электрического поля.
- Импульсный ускоритель. Высокое напряжение создаётся импульсным трансформатором при разряде большого количества конденсаторов.

#### Линейный индукционный ускоритель
Ускорение в таком типе машин происходит вихревым электрическим полем, которое создают ферромагнитные кольца с обмотками, установленные вдоль оси пучка.

#### Линейный резонансный ускоритель
Также часто называется ли́нак (сокращение от LINear ACcelerator). Ускорение происходит электрическим полем высокочастотных резонаторов. Линейные ускорители чаще всего используются для первичного ускорения частиц, полученных с электронной пушки или источника ионов. Однако, идея линейного коллайдера на полную энергию также не нова. Основным преимуществом линаков является возможность получения ультрамалых эмиттансов и отсутствие потерь энергии на излучение, которые растут пропорционально четвёртой степени энергии частиц.

### Циклические ускорители

#### Бетатрон
Циклический ускоритель, в котором ускорение частиц осуществляется вихревым электрическим полем, индуцируемым изменением магнитного потока, охватываемого орбитой пучка. Поскольку для создания вихревого электрического поля необходимо изменять магнитное поле сердечника, а магнитные поля в несверхпроводящих машинах обычно ограничены эффектами насыщения железа на уровне ~20 кГс, возникает ограничение сверху на максимальную энергию бетатрона. Бетатроны используются преимущественно для ускорения электронов до энергий 10—100 МэВ (максимум достигнутой в бетатроне энергии 300 МэВ).
Впервые бетатрон был разработан и создан Рольфом Видероэ в 1928 году, который, однако, ему не удалось запустить. Первый надёжно работающий бетатрон был создан Дональдом Керстом лишь в 1940–1941 годах в США.

#### Циклотрон
В циклотроне частицы инжектируются вблизи центра магнита с однородным полем с небольшой начальной скоростью. Далее, частицы вращаются в магнитном поле по окружности внутри двух полых электродов, т. н. дуантов, к которым приложено переменное электрическое напряжение. Частица ускоряется на каждом обороте электрическим полем в щели между дуантами. Для этого необходимо, чтобы частота изменения полярности напряжения на дуантах была равна частоте обращения частицы. Иными словами, циклотрон является резонансным ускорителем. Понятно, что с увеличением энергии радиус траектории частицы будет увеличиваться, пока она не выйдет за пределы магнита.
Циклотрон — первый из циклических ускорителей. Впервые был разработан и построен в 1930 году Лоуренсом и Ливингстоном, за что первому была присуждена Нобелевская премия в 1939 году. До сих пор циклотроны применяются для ускорения тяжёлых частиц до относительно небольших энергий, до 50 МэВ/нуклон.

#### Микротрон
Он же — ускоритель с переменной кратностью. Резонансный циклический ускоритель с постоянным как у циклотрона ведущим магнитным полем и частотой ускоряющего напряжения. Идея микротрона состоит в том, чтобы сделать приращение времени оборота частицы, получающееся за счёт ускорения на каждом обороте, кратным периоду колебаний ускоряющего напряжения.

#### FFAG
Ускоритель с постоянным (как в циклотроне), но неоднородным полем, и переменной частотой ускоряющего поля.

#### Фазотрон (синхроциклотрон)
Принципиальное отличие от циклотрона — изменяемая в процессе ускорения частота электрического поля. Это позволяет, за счёт автофазировки, поднять максимальную энергию ускоряемых ионов по сравнению с предельным значением для циклотрона. Энергия в фазотронах достигает 600—700 МэВ.

#### Синхрофазотрон
Циклический ускоритель с постоянной длиной равновесной орбиты. Чтобы частицы в процессе ускорения оставались на той же орбите, изменяется как ведущее магнитное поле, так и частота ускоряющего электрического поля.

#### Синхротрон
Циклический ускоритель с постоянной длиной орбиты и постоянной частотой ускоряющего электрического поля, но изменяющимся ведущим магнитным полем.

#### Ускоритель-рекуператор
По существу — это линак, но пучок после использования не сбрасывается, а направляется в ускоряющую структуру в «неправильной» фазе и замедляется, отдавая обратно энергию. Кроме того, бывают многопроходные ускорители-рекуператоры, где пучок, по принципу микротрона, совершает несколько проходов через ускоряющую структуру (возможно — по разным дорожкам), сперва набирая энергию, потом её возвращая.

## Ускорители по назначению

### Лазер на свободных электронах
Специализированный источник когерентного рентгеновского излучения.

### Коллайдер
Ускоритель на встречных пучках. Чисто экспериментальные установки, цель которых — изучение процессов столкновения частиц высоких энергий.

## Применение
- Научные исследования
- Стерилизация пищевых продуктов, медицинского инструмента
- Медицина (лечение онкологических заболеваний, радиодиагностика)
- Производство полупроводниковых устройств (инжекция примесей)
- Радиационная дефектоскопия
- Радиационное сшивание полимеров
- Радиационная очистка топочных газов и сточных вод